# Topeiros
Die Siedlung Topeiros (nahe dem heutigen Toxotes) wird erstmals im 1. Jahrhundert v. Chr. erwähnt. Sie liegt am östlichen Nestos-Knie nahe einer Brückenüberquerung des Flusses beim heutigen Ort Paradisos, an der Westgrenze Griechisch-Thrakiens. Die Gründung einer römischen Stadt stand in Verbindung mit dem Bau der Via Egnatia, worauf die Ruine eines Rasthauses (Mansio) am Flussübergang hinweist. Westlich der Ruinenstadt erhebt sich das Lekani-Gebirge, an dieser Stelle die nördliche Grenze der  thasischen Peraia. Unter dem römischen Kaiser Justinian I. wurde die Stadt als wichtiger Kontrollpunkt an der Via Egnatia neu befestigt. Auch die späteren hier herrschenden Palaiologen haben den Stützpunkt ausgebaut. Überreste einer mittelbyzantinischen Kirche und Felsengräber aus der damaligen Zeit finden sich nördlich der Stadtruinen.